# La Course by Le Tour de France 2020
De zevende editie van de Franse wielerwedstrijd La Course by Le Tour de France werd gehouden in Nice op zaterdag 29 augustus 2020, op dezelfde dag als de eerste etappe van de Ronde van Frankrijk 2020 voor mannen. De wedstrijd maakt deel uit van de UCI Women's World Tour 2020. De vorige editie in Pau werd gewonnen door Marianne Vos. Deze editie werd gewonnen door de Britse Lizzie Deignan, die Vos versloeg met een banddikte in de sprint vanuit de kopgroep. Deignan nam tevens de leiderstrui in de World Tour over, nadat ze vier dagen eerder ook al de GP de Plouay won.
Aanvankelijk stond La Course gepland in juli tijdens de laatste dag van de Tour in Parijs, maar vanwege de uitbraak van de Coronapandemie kregen veel wedstrijden een nieuwe datum, zo werd de Tour de France verplaatst naar eind augustus en september en werd La Course verschoven naar de eerste etappe in Nice.

## Deelnemende ploegen
| World-Tourteams                    | UCI-teams           | UCI-teams            |
| ---------------------------------- | ------------------- | -------------------- |
| Alé BTC Ljubljana                  | Arkéa               | Hitec Products       |
| Canyon-SRAM                        | Aromitalia Vaiano   | Lotto Soudal Ladies  |
| CCC-Liv                            | Astana Women's Team | Parkhotel Valkenburg |
| FDJ Nouvelle-Aquitaine Futuroscope | Bizkaia-Durango     | Paule Ka             |
| Mitchelton-Scott                   | Boels Dolmans       | Rally UHC Women      |
| Movistar Team                      | Ceratizit-WNT       | Team Tibco           |
| Team Sunweb                        | Charente-Maritime   | Valcar-Cylance       |
| Trek-Segafredo                     | Cogeas-Mettler-Look |                      |

## Wedstrijdverloop

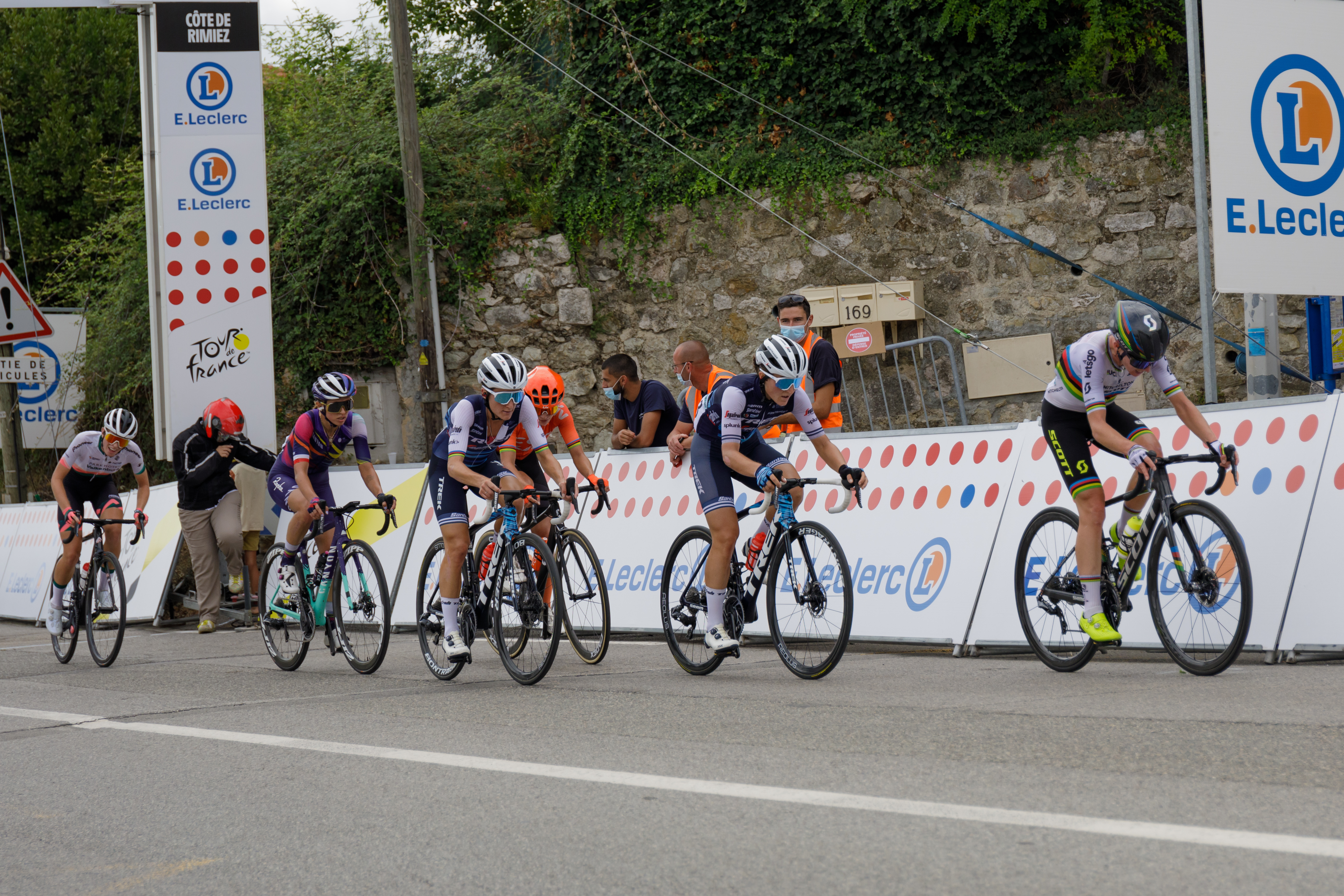
Annemiek van Vleuten op kop bij de 2e passage op de top van de Côte de Rimiez.

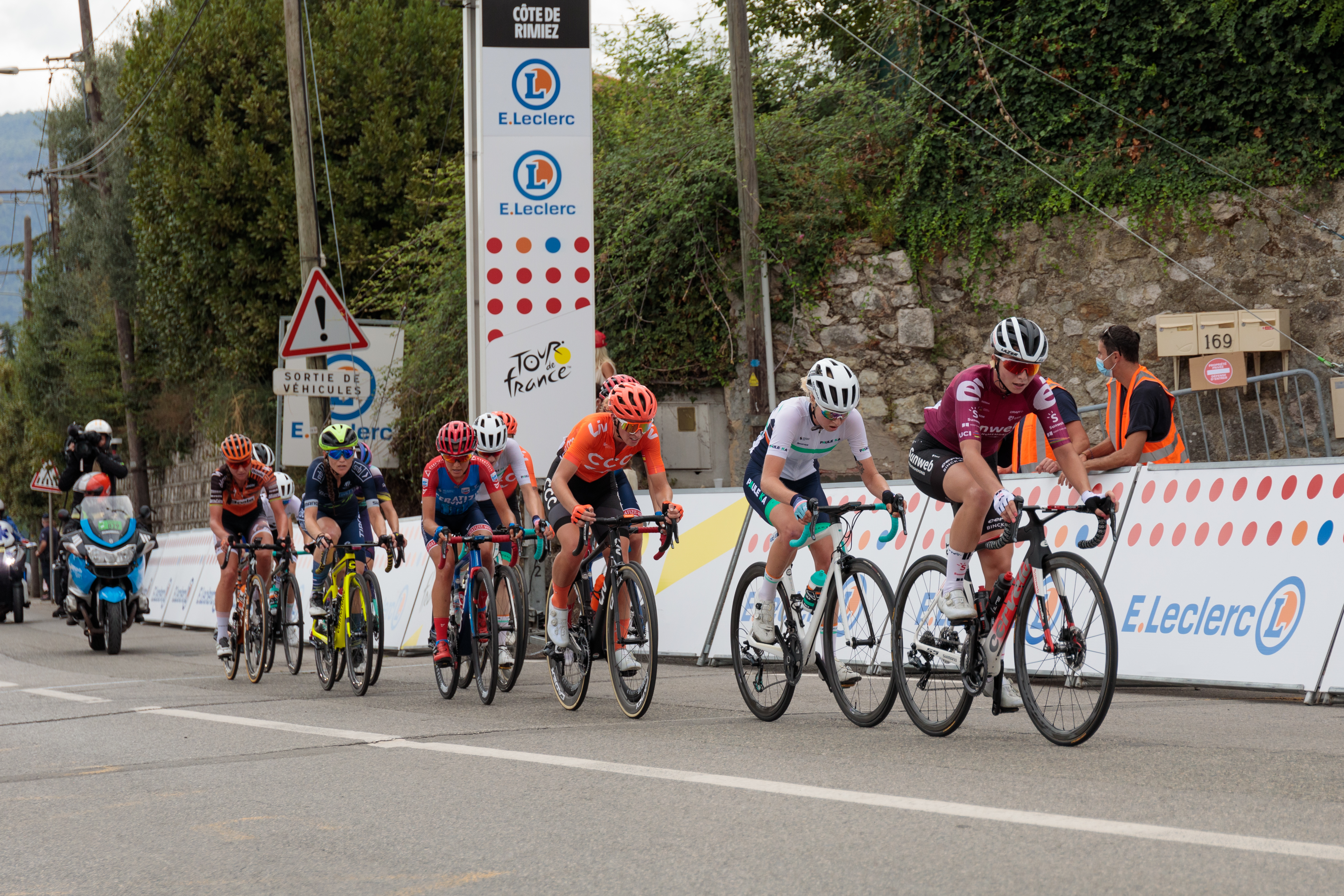
World Tourleidster Liane Lippert op kop van de achtervolgende groep.

De vrouwen moesten tweemaal een ronde van 48 kilometer afleggen, met daarin twee beklimmingen die vlak achter elkaar volgden. In de tweede ronde versnelde wereldkampioene Annemiek van Vleuten op de beklimmingen en slechts vijf rensters konden volgen: oud-winnares Marianne Vos, de Britse Lizzie Deignan en haar Italiaanse ploeggenote Elisa Longo Borghini, de Poolse Katarzyna Niewiadoma en de jonge Nederlandse Demi Vollering. Zij werkten goed samen en bleven uit de greep van een achtervolgend peloton. In de laatste kilometer demarreerde Longo Borghini, waarop Vos reageerde en haar sprint vroeg inzette. Deignan volgde in haar kielzog en versloeg haar op de streep. Vollering sprintte naar de derde plaats. Op bijna twee minuten won de Zweedse Emilia Fahlin de sprint van het peloton.

## Uitslag
| Plaats  | Naam                 | Ploeg                              | Tijd     |
| ------- | -------------------- | ---------------------------------- | -------- |
| Winnaar | Elizabeth Deignan    | Trek-Segafredo                     | 2u22'51" |
| 2       | Marianne Vos         | CCC-Liv                            | z.t.     |
| 3       | Demi Vollering       | Parkhotel Valkenburg               | z.t.     |
| 4       | Katarzyna Niewiadoma | Canyon-SRAM                        | z.t.     |
| 5       | Annemiek van Vleuten | Mitchelton-Scott                   | z.t.     |
| 6       | Elisa Longo Borghini | Trek-Segafredo                     | + 07"    |
| 7       | Emilia Fahlin        | FDJ Nouvelle-Aquitaine Futuroscope | + 1'50"  |
| 8       | Elisa Balsamo        | Valcar-Cylance                     | z.t.     |
| 9       | Soraya Paladin       | CCC-Liv                            | z.t.     |
| 10      | Liane Lippert        | Team Sunweb                        | z.t.     |
| 11      | Lotte Kopecky        | Lotto Soudal Ladies                | z.t.     |
| 12      | Mikayla Harvey       | Paule Ka                           | z.t.     |
| 13      | Eugenia Bujak        | Alé BTC Ljubljana                  | z.t.     |
| 14      | Katia Ragusa         | Astana Women's Team                | z.t.     |
| 15      | Hannah Barnes        | Canyon-SRAM                        | z.t.     |
| 16      | Aude Biannic         | Movistar Team                      | z.t.     |
| 17      | Pauliena Rooijakkers | CCC-Liv                            | z.t.     |
| 18      | Lauren Stephens      | Team Tibco                         | z.t.     |
| 19      | Hanna Nilsson        | Parkhotel Valkenburg               | z.t.     |
| 20      | Ane Santesteban      | Ceratizit-WNT                      | z.t.     |

2014 · 2015 · 2016 · 2017 · 2018 · 2019 · 2020 · 2021
 Cadel Evans Great Ocean Road Race ·
 Strade Bianche ·
 GP de Plouay ·
 La Course by Le Tour de France ·
 Ronde van Italië voor vrouwen ·
 Waalse Pijl ·
 Luik-Bastenaken-Luik ·
 Gent-Wevelgem ·
 Ronde van Vlaanderen ·
 Driedaagse Brugge-De Panne ·
 La Madrid Challenge by La Vuelta ·
 Bevrijdingsronde van Drenthe ·
 Trofeo Alfredo Binda-Comune di Cittiglio ·
 Ronde van Californië ·
 OVO Energy Women's Tour ·
 Ronde van Noorwegen ·
 PostNord Vårgårda WestSweden ·
 Boels Ladies Tour ·
 Amstel Gold Race
 Parijs-Roubaix ·
 Ronde van Guangxi ·
 Ronde van Chongming ·